# فوينلانا (سيوداد ريال)
بلدية فوينلانا (بالإسبانية: Fuenllana)‏، هي إحدى بلديات مقاطعة سيوداد ريال إحدى مقاطعات إسبانيا، والتي تقع في منطقة قشتالة لا منتشا وسط إسبانيا.
يبلغ عدد سكانها 270 نسمة وفقاً لإحصائية سنة (2007).